# Михаил Кантакузин (эпитроп Мореи)
Михаил Кантакузин (греч. Μιχαήλ Καντακουζηνός; ум. 1316) — был первым византийским пожизненным эпитропом (наместником) Мореи в 1308—1316  гг.

## Происхождение
Михаил Кантакузин происходил от византийской благородной семьи Кантакузинов, чьи представители выполняли высокие командные функции. Так, например, во время правления императора Алексея I Комнина, упоминается Кантакузин, который был византийским полководцем, воевавший против печенегов и норманнского князя Боэмунда I Тарентского.
Под властью Палеологов семья Кантакузинов приобрела обширные поместья во Фракии, а в середине XIV века считалась самой богатой аристократической династией в империи.
Отец Михаила, также Михаил, был одним из главных военачальников на Пелопоннесе, который погиб в битве при Сергиане против франкских крестоносцев в ходе войны на Пелопоннесе между Ахейским княжеством и Византией.

## Биография
О Михаиле Кантакузине практически ничего не известно, даже какое имя носил первый наместник Мореи до определенного момента достоверно было не известно. То, что Кантакузин действительно носил имя Михаил, отметил югославский ученый Георгий Острогорский.
В 1308 году византийский император Андроник II Палеолог принял указ, согласно которому в византийской провинции на Пелопоннесе  назначался пожизненный эпитроп (наместник) Мореи. До этого момента регионом управляли кефалы, которые назначались на один год.
После того, как был принят указ, первым пожизненным эпитропом стал Михаил Кантакузин. Его приход в Морею был благословением для местного населения в бедной провинции, так как была прекращена практика коррумпированных наместников, которые пытались быстро обогатится за 12-месячный срок. 
Михаил попытался расширить владея Мореи. Он напал на земли Ахейского княжества, но потерпел поражение от войск Филлипа II Тарентского в битве при Трипотамосе. В результате этого франки смогли захватить большую территорию у Кантакузина. Однако после того как Филипп II покинул Пелопоннес, греки смогли отвоевать утраченную территорию, разбив франков в ущелье Жерина.
Михаил обеспечил экономическую стабилизацию региона, давая его преемнику, Андронику Асеню, возможность начать захватническую войну с Ахейским княжеством за контроль над Пелопонессом.
Михаил Кантакузин умер в 1316 году. Его сын Иоанн, в дальнейшем стал императором Византии в 1347 году.